# Lago Two Ocean
El lago Two Ocean (en inglés: Two Ocean Lake, que significa, «lago de los Dos Océanos») es un lago del noroeste de los Estados Unidos, localizado en el estado de Wyoming.

## Geografía
El lago se encuentra en el Parque nacional de Grand Teton. El lago tiene 4,5 kilómetros de largo y una anchura máxima de 720 metros, y se puede acceder desde un área de aparcamiento cercana. Un camino de 10,3 kilómetros rodea el lago pasando a través de bosques de álamo temblones y varias coníferas. El lago Emma Matilda está situado a 1,6 kilómetros al sur.
El nombre del lago se debe al error de algunas personas que creían que el lago tiene dos salidas, y cada una drenaba a un océano. El nombre Two Ocean (dos océanos) también se refiere al Paso Two Ocean, que atraviesa la Divisoria continental de las Américas, y donde un pequeño arroyo se divide en dos afluentes, el Pacific Creek y el Atlantic Creek, fluyendo uno hacía el océano Pacífico y el otro hacía el océano Atlántico. Sin embargo, el lago Two Ocean está en el lado occidental de la divisoria y solo fluye hacía el Pacífico, a través del Pacific Creek, que desemboca en el río Snake.